# Lies (chanson de Status Quo)
Pour les articles homonymes, voir Lies.
Singles de Status Quo
What You're Proposing
(1980) Something 'Bout You Baby I Like
(1981)
What You're Proposing est une chanson du groupe de rock anglais Status Quo et le deuxième single issu de l'album Just Supposin'. Elle est sortie accouplé sous forme de double-face A à Don't Drive My Car. Elle atteindra la 11e place dans les charts britanniques et sera certifié disque d'argent pour la vente de plus de 200 000 exemplaires.

## Liste des titres
- Face A1: Lies (Francis Rossi, Bernie Frost) - 3:56
- Face A2: Don't Drive My Car (Rick Parfitt, Andy Bown) - 4:12

## Musiciens

### Status Quo
- Francis Rossi: chant sur "lies", guitare solo
- Rick Parfitt: chant sur "Don't Drive My Car", guitare rythmique
- Alan Lancaster: basse
- John Coghlan: batterie, percussions

### Musicien additionnel
- Andy Bown: claviers, chœurs

## Charts et certification

### Charts
| Chart             | Durée du classement | Position | Date            |
| ----------------- | ------------------- | -------- | --------------- |
| Single Top 100    | 14 semaines         | 38e      | 2 mars 1981     |
| Ö3 Austria Top 40 | 8 semaines          | 9e       | 1er mars 1981   |
| (V) Ultratop      | 4 semaines          | 31e      | 17 janvier 1981 |
| Mega Top 50       | 11 semaines         | 4e       | 17 janvier 1981 |
| UK Singles Chart  | 10 semaines         | 11e      | 17 janvier 1981 |

### Certification
| Pays        | Certification | Ventes    | Date              |
| ----------- | ------------- | --------- | ----------------- |
| Royaume-Uni | Argent        | 200 000 + | 1er décembre 1980 |